# Клыковская стройка (Казань)
Клыковская стройка, Клыковка, Клыковская слобода (тат. Кылыйк, Kılıyk) — посёлок, находившийся на территории нынешнего Советского района Казани.

## Происхождение названия
Посёлок получил название «Клыковка» из-за расположения на землях Больше- и Мало-Клыковских сельских обществ; «стройками» же назывались посёлки, появившиеся на сопредельных с Казанью землях в конце XIX — начале XX века: Удельная стройка, Новая (Ново-Кизическая) стройка, Ивановская стройка, и.т.д.

## История
Посёлок возник не позднее 1906 года. В 1913 г. являлся местом проживания полицейского урядника Воскресенской волости и станового квартира пристава первого участка Казанского уезда. После революции являлся административным центром Ново-Клыковской волости (1917—1920) и Ново-Клыковского сельсовета (1918—1924).
На 1920 г. в  п. Клыковская стройка Ново-Клыковской волости Казанского уезда имелись: детский сад, рабочий клуб и штаб-квартира 1-го района Казанской уездной советской милиции.
Клыковская стройка была присоединена к Казани постановлением ЦИК и СНК ТАССР от 2 ноября 1924 г.

## Население
| 1917 | 1920  | 1923  | 1926  |
| ---- | ----- | ----- | ----- |
| 2779 | ↗3524 | ↘1649 | ↗2555 |

Национальный состав (1926): русские — 1971 чел. (77,14%), татары — 539 чел. (21,10%).

## Улицы
- Авиахима
- Аделя Кутуя (часть)
- Арская
- Бондюжская
- Временная
- Волочаевская
- Гвардейская (часть)
- Гастелло
- Грамотная
- Интернациональная
- Кирпичная
- Клыковская
- Красной Позиции
- Краснофлотская
- Кукморская
- Курская
- Матросова
- Марины Расковой
- Наки Исанбета
- Никитинская
- Николая Ершова (часть)
- Патриса Лумумбы (часть)
- Работницы
- Раздольная
- Салавата Юлаева
- Седова
- Степана Разина
- Строительная
- Спортивная
- Толбухина
- Челнинская
- Хозяйственная
- Цимлянская

## Примечательные объекты
- Патриса Лумумбы, 30 — единственная сохранившаяся дореволюционная постройка в районе.[11]
- Гастелло, 17/Салавата Юлаева, 11 — особняк архиепископа Иова.[12]